# Jancsó Miklós (orvos)
Jancsó Miklós (gidófalvy) (Kolozsvár, 1868. október 14. – Szeged, 1930. július 19.) orvos, belgyógyász, egyetemi tanár. Jancsó Miklós farmakológus apja.
Kutatási területe: A Plasmodium malariae-re, a saválló baktériumokra, az arzenobenzol biológiai hatására, valamint a gümőkórbacilusok virulenciájára vonatkozó vizsgálatok. Jelentősek vérvizsgálatok útján elért epidemológiai következtetései.

## Életpályája
A kolozsvári Református Kollégiumban érettségizett 1887-ben. Felsőfokú tanulmányait a kolozsvári Ferenc József Tudományegyetemen végezte, 1892-ben avatták orvosdoktorrá. 1893-tól a kolozsvári belgyógyászati klinikán dolgozott. 1899–1901 közt tanulmányúton volt a berlini Koch Intézetben és a breslaui belgyógyászati klinikán. 1901-ben egyetemi magántanárrá habilitálták Belgyógyászati propedeutica tárgykörből. 1911. szeptember 23-án nyilvános rendes tanárrá nevezték ki és tanszékvezetői megbízást kapott. Megbizatásának haláláig, 1930-ig tett eleget, ő volt a kolozsvári magyar egyetem (1918) utolsó és az új, szegedi egyetem (1921) első belgyógyász professzora. Szegeden érte a halál, a szegedi Református temetőben nyugszik.

## Főbb munkái
- Tanulmány a váltóláz parasitáiról. Budapest : MTA, 1906. 282 o. (14, részben színes táblázattal, 344 sajátkezű rajzzal)[5]
- Összehasonlító vizsgálatok a gyakorlatilag fontosabb saválló bacillusokkal. Társszerző Elfer A. Budapest : MTA, 1910. 469 o.[6]
- A gümőbacillusok virulentiája fokozasának kérdése. Társszerző Elfer A. Orvosi Hetilap, 1910
- A bovinus typusú gümőbacillus-fertőzés előfordulásának viszonyai gümőkóros betegeken Kolozsvárt. Társszerző Elfer A. Orvosi Hetilap,  1910
- A hasi hagymáz kórismézése. Orvosképzés, 1912
- A malária kór- és gyógytana, Orvosképzés, 1913
- A paroxysmalis haemoglobinuriánál létrejövő haemolysisre vonatkozó vizsgálatok. Társszerző Csiky M. In: Lechner-emlékkönyv. Kolozsvár, 1915
- Experimentelle Untersuchungen über die die Malariainfektion des Anopheles und des Menschen beeinflussenden Umstiinde. Arch. Schiffs- u. Tropenhyg., 1921
- A pellagráról. Orvosi Hetilap, 1924
- Az oltási váltólázról. Orvosképzés, 1926
- Egy visszatérőláz-endemia tanulságai. In: Rigler emlékkönyv. Szeged, 1926. 55–114. o.
- A salvarsan és rokon arsenobensol származékok. Társszerző ifj. Jancsó Miklós. Budapest, 1928[7]
- Az angioneurotikus tünetcsoport visszeres befecskendések következtében. Társszerző ifj. Jancsó Miklós. Orvosi Hetilap, 1928

## Társasági tagság
- Budapesti Királyi Orvosegyesület (levelező tag, 1925–1930)

## Díjak, elismerések
- Mészáros-díj (1906)
- MTA Rózsay-díj (1910)
- Tauszk-díj (1928)